# 龙桂鲁
龙桂鲁（1962年—），男，广西玉林人，中华人民共和国量子信息学家，清华大学教授，曾任中国物理学会常务理事，亚太物理学会联合会主席。